# ロビン・ヤルチュン
ロビン・ヤルチュン（トルコ語: Robin Yalçın, 1994年1月25日 - ）は、ドイツ・バイエルン州デッゲンドルフ出身のプロサッカー選手。ポジションは、ディフェンダー。

## 経歴

### クラブ
2009年、VfBシュトゥットガルトの下部組織に入団。ユース年代から高い評価を受けており、2011年のフリッツ・ヴァルター・メダルU-17部門で銀メダルを獲得した。2012年9月25日開催の3. リーガ・FCハンザ・ロストック戦でリザーブチーム初出場。2014年1月9日開催のFCアウクスブルク戦でトップチームデビュー。
2014年3月、シュトゥットガルトとプロ契約を締結。契約は2016年6月まで。
2015-16シーズンからトルコのチャイクル・リゼスポルに移籍。
2021年7月20日、SCパーダーボルン07と1年契約を結んだ。

### 代表
2009年5月のU-15アメリカ合衆国代表戦でドイツ代表デビュー。UEFA U-17欧州選手権2011と2011 FIFA U-17ワールドカップにも参加した。

## タイトル
チャイクル・リゼスポル
- TFF1.リグ : 2017-18